# StarCraft II
StarCraft II este un joc video științifico-fantastic militar creat de Blizzard Entertainment ca o continuare a jocului video de succes StarCraft lansat în 1998. Amplasat într-un viitor fictiv, jocul se concentrează pe o luptă galactică pentru dominație între diferite rase fictive din StarCraft.
Campania single-player StarCraft II este împărțită în trei capitole, fiecare dintre ele concentrându-se pe una dintre cele trei rase: StarCraft II: Wings of Liberty (lansat în 2010), Heart of the Swarm (2013) și Legacy of the Void (2015). Un pachet final de campanie numit StarCraft II: Nova Covert Ops a fost lansat în 2016.
Gameplay-ul multiplayer StarCraft II a generat o competiție separată de sport electronic, care mai târziu a atras interesul altor companii decât Blizzard și a atras atenția în Coreea de Sud și în alte părți, similar cu e-sporturile originale StarCraft.
Din 2017, modul multi-player StarCraft II, modul co-op și prima campanie single-player sunt free-to-play.

## Poveste
Povestea StarCraft II continuă povestea versiunili originale StarCraft, cu rasele StarCraft și personajele StarCraft.
Wings of Liberty are loc la patru ani după evenimentele din StarCraft: Brood War și se concentrează pe conflictul dintre facțiunea rebelă a lui Jim Raynor și regimul Terran Dominion condus de împăratul Arcturus Mengsk. Zergii reapar ca o amenințare frecventă, deși Raynor își recuperează în cele din urmă regina incapacitată Sarah Kerrigan din lumea natală Zerg.
În Heart of the Swarm, Dominion îi atacă pe Raynor și Kerrigan, iar povestea urmărește în principal mișcările lui Kerrigan împotriva forțelor lui Mengsk, precum și a hibrizilor Protoss-Zerg recent apăruți.
În Legacy of the Void, protoșii sunt protagoniști, în frunte cu Zeratul și Artanis, care luptă împotriva arhitectului hibrizilor Protoss-Zerg, răuvoitorul fiind cunoscut sub numele de Amon. Într-un scurt epilog după sfârșitul Legacy of the Void, toate cele trei facțiuni se unesc pentru a-l înfrunta pe Amon în interiorul Vidului.
Nova Covert Ops are loc cândva după înfrângerea finală a lui Amon și o urmărește pe agentul fantomă Nova în timp ce descoperă o conspirație care amenință Dominionul Terran reformat.

## Jocuri
| 2010 | StarCraft II: Wings of Liberty   |
| 2011 |                                  |
| 2012 |                                  |
| 2013 | StarCraft II: Heart of the Swarm |
| 2014 |                                  |
| 2015 | StarCraft II: Legacy of the Void |
| 2016 | StarCraft II: Nova Covert Ops    |

StarCraft II: Wings of Liberty a fost lansat în 2010, având loc la patru ani după încheierea StarCraft: Brood War. Două expansiuni, Heart of the Swarm și Legacy of the Void (ambele jocuri de sine stătătoare în prezent), au fost planificate încă de la început; primul a fost lansat în 2013, iar cel de-al doilea a fost lansat în 2015.
Toate jocurile din seria principală sunt jocuri de strategie în timp real, în care jucătorul vede evenimentele ca un comandant militar pentru fiecare dintre cele trei specii.
StarCraft II: Wings of Liberty este continuarea oficială a StarCraft lansată pentru Windows și Mac OS X de Blizzard Entertainment la 27 iulie 2010. Jocul a fost anunțat la Worldwide Invitational din Coreea de Sud, pe 19 mai 2007, cu un trailer și o demonstrație a gameplay-ului Protoss. Demonstrații suplimentare cu privire la noile caracteristici ale jocului au fost prezentate la BlizzCon-urile ulterioare și la alte convenții de jocuri. Jocul încorporează un nou motor grafic 3D și adaugă noi funcții, cum ar fi motorul fizic Havok. StarCraft II încorporează și efecte de nivel DirectX 10 în Windows. Gândit inițial ca un singur joc, StarCraft II a fost împărțit în trei părți în timpul dezvoltării, pentru a se concentra pe fiecare rasă. Jocul de bază, Wings of Liberty, îi urmărește pe Terrani, în timp ce două pachete de expansiune, Heart of the Swarm și Legacy of the Void, au fost lansate pentru a completa Wings of Liberty și a continua povestea din punctul de vedere al rasei Zerg și, respectiv, al rasei Protoss. Povestea Wings of Liberty continuă la patru ani după încheierea Brood War și se învârte în jurul luptelor lui Jim Raynor împotriva Dominionului Terran.
StarCraft II: Heart of the Swarm este un pachet de expansiune pentru StarCraft II: Wings of Liberty și a fost lansat la 12 martie 2013. Este partea a doua a trilogiei StarCraft II. Expansiunea include unități suplimentare și modificări multiplayer față de Wings of Liberty, precum și o campanie continuă care se concentrează pe Kerrigan și rasa Zerg. Se întinde pe 27 de misiuni (20 de misiuni principale și 7 misiuni secundare).
Saga StarCraft este finalizată în cele din urmă de StarCraft II: Legacy of the Void, care a fost lansat la 10 noiembrie 2015. StarCraft II: Legacy of the Void este un joc de sine stătător în care se adaugă noi unități la toate cele trei rase, precum și se schimbă unitățile existente și, de asemenea, aduce schimbări revoluționare în aspectul economic al jocului. Povestea StarCraft se încheie urmărind rasa Protoss în încercarea sa de a-și revendica lumea natală, de asemenea Kerrigan reușește să distrugă în cele din urmă cea mai mare amenințare la adresa întregului univers. Jocul este împărțit într-un prolog cu 3 misiuni, o campanie cu povestea principală cu 19 misiuni și un epilog cu 3 misiuni care termină totul.
La BlizzCon 2015, în timpul prezentării „Viitorul StarCraft II”, a fost dezvăluit că Blizzard va lansa pachete cu misiuni suplimentare pentru a menține jucătorii alături de StarCraft II. Pachetul de misiuni Nova Covert Ops este format din trei episoade, cu un total de nouă misiuni noi. Nu necesită achiziționarea StarCraft II și poate fi jucat cu Starter Edition. Data lansării primului episod a fost 29 martie 2016. În același timp, Blizzard a anunțat că se plănuiește adăugarea de noi comandanți în modul Co-Op din Legacy of the Void.

## Dezvoltare
StarCraft II a fost anunțat la 19 mai 2007, la aproape un deceniu după original, la Blizzard Worldwide Invitational din Seul, Coreea de Sud. StarCraft II a fost dezvoltat, sub numele de cod Medusa, pentru lansare simultană pe Windows XP, Windows Vista și Mac OS X. Blizzard a anunțat o dată de lansare pentru 27 iulie 2010. Dezvoltarea jocului a început în 2003, la scurt timp după lansarea Warcraft III: The Frozen Throne.

## Muzică
Coloana sonoră StarCraft II a fost creată de Derek Duke, Glenn Stafford, Neal Acree și Russell Brower.

## Recepție
| Joc                              | GameRankings | Metacritic |
| -------------------------------- | ------------ | ---------- |
| StarCraft II: Wings of Liberty   | 92%          | 93         |
| StarCraft II: Heart of the Swarm | 86%          | 86         |
| StarCraft II: Legacy of the Void | 88%          | 88         |

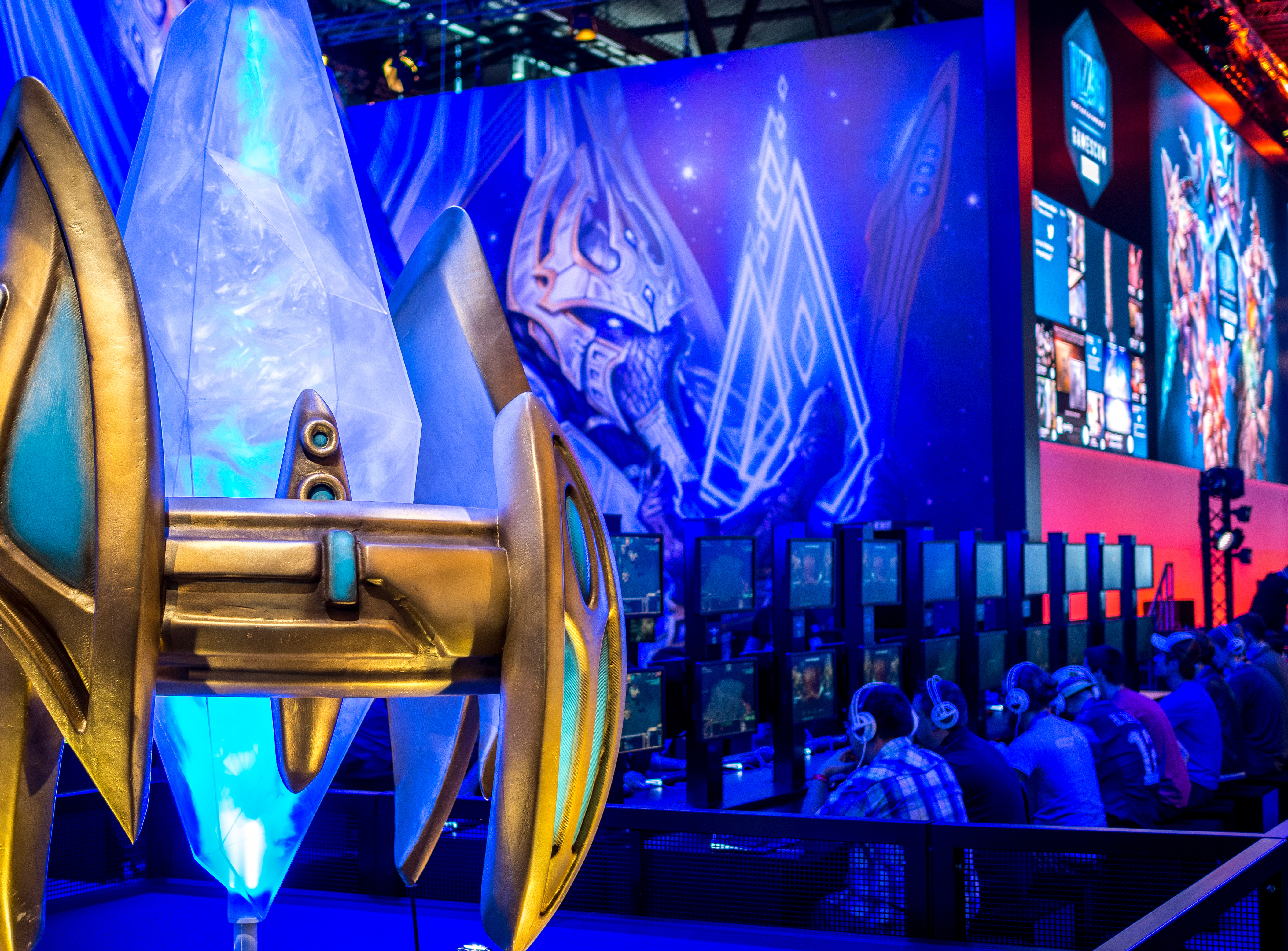
Starcraft II la Gamescom 2015

Lansarea StarCraft II: Wings of Liberty a avut rezultate foarte bune din punct de vedere comercial și critic, cu vânzări de 1,8 milioane de exemplare în primele patruzeci și opt de ore de la lansare, ceea ce bate recordul de cel mai bine vândut joc de strategie din istoria industriei jocurilor de noroc. A primit recenzii foarte pozitive, cu un scor global GameRankings de 93% și a fost nominalizat drept „Cel mai bun joc pentru PC din 2010” pe GameSpot. Până la sfârșitul anului 2012, Wings of Liberty a vândut peste 6 milioane de exemplare. Acest succes a continuat odată cu lansarea primului pachet de expansiune, StarCraft II: Heart of the Swarm, care a avut un scor agregat GameRankings de 86%. Pachetul de expansiune autonom s-a vândut în 1,1 milioane de exemplare  în primele două zile de la lansarea sa, pe 12 martie 2013, și a fost cel mai bine vândut joc pentru computer din acel trimestru. StarCraft II: Legacy of the Void, al treilea pachet de expansiune, a fost la fel de bine primit, având un scor total GameRankings de 88%, în timp ce a vândut peste 1 milion de exemplare în întreaga lume în prima zi de la lansare.
Serile StarCraft și StarCraft II s-au vândut în peste 17,6 milioane de exemplare de jocuri și expansiuni până la sfârșitul anului 2015. Până la sfârșitul anului 2017, Blizzard a câștigat din franciza StarCraft combinată venituri totale de peste 1 miliard de dolari americani.

## Moduri de joc multiplayer
În afară de campaniile singleplayer corespunzătoare celor patru expansiuni, StarCraft II prezintă mai multe moduri de joc multiplayer, dintre care cele mai comune sunt modurile „versus” și modul „co-op”.
Modul versus poate fi 1v1, 2v2, 3v3, 4v4, numerele indicând numărul de jucători per echipă. Modul 1v1 este cel mai cunoscut și baza pentru competiția de esport. Jucătorii colectează puncte de experiență și realizări, dar acestea nu afectează viitorul joc în sine. Complexitatea jocului crește pe măsură ce jucătorul avansează, bazat pe un sistem de matchmaking care se bazează pe numărul de câștiguri și pierderi. Așa-numita „scară”, ordonarea tuturor jucătorilor, este organizată după regiunea geografică, și este formată din mai multe niveluri numite ligi, variind de la cea mai de jos (liga de bronz), la argint, aur, platină, diamant, maestru și, cea mai înaltă, liga marilor maeștri.  
Modul co-op (cooperare) implică doi jucători umani care joacă împotriva unei inteligențe artificiale folosind  eroi speciali, iar acumularea de eXPeriență duce la creșterea nivelului care, la rândul său, afectează viitorul joc. Eroii sunt modelați după personajele din campania single-player, cu abilități suplimentare. Acest mod prezintă și „mutații”, în care parametrii jocului se modifică pentru a prezenta o provocare mai mare. Există 18 comandanți de cooperare în total care pot fi aleși, împărțiți egal între cele trei rase (6 din fiecare). Modul co-op preia eroi din povestea jocului principal, deși nu toți eroii (46 de eroi) sunt personaje jucabile.

## Competiție profesională
De la lansare, StarCraft II a fost jucat la nivel profesionist în întreaga lume, cu toate că, la fel ca predecesoarea sa, competiția profesională StarCraft: Brood War, cel mai înalt nivel este în mod istoric centrat în Coreea de Sud.
De la lansarea StarCraft II, o serie de turnee au fost găzduite în Coreea și în alte părți, cum ar fi Global StarCraft II League (GSL).
Jocul este considerat cel mai bun sport electronic din lume în timpul primilor săi ani.  De atunci, a cunoscut un declin și o renaștere mai recentă, ca urmare a tranziției la un model free-to-play.
În 2012, Blizzard a început seria de campionate mondiale StarCraft II (WCS). Din 2013, atât ligile individuale coreene, precum Global StarCraft II League (GSL), cât și evenimente non-coreene, cum ar fi Intel Extreme Masters (IEM) și Dreamhack, au fost incluse în sistemul WCS, distribuind puncte și garantând locuri care califică jucătorii pentru finalele ligii globale, organizate anual la BlizzCon.
Din 2020, Blizzard a schimbat formatul WCS prin încheierea unui parteneriat de trei ani cu organizatorii de sporturi ESL și DreamHack.

## Utilizare îninteligența artificială
În noiembrie 2016, filiala DeepMind a companiei Alphabet a anunțat o colaborare cu Blizzard pentru a crea „o platformă de testare utilă pentru comunitatea mai largă de cercetare IA”.
În decembrie 2018, robotul StarCraft II de la DeepMind, numit AlphaStar, a învins jucătorii profesioniști Starcraft II pentru prima dată. Acesta l-a învins pe jucătorul MaNA cu 5–0, deși în condiții pe care unii le-au considerat a fi nedrepte. O versiune mai corectă a robotului AlphaStar a atins statutul de Mare Maestru în august 2019, o realizare numită un „reper” în domeniul inteligenței artificiale.